# 土山町 (神戸市)
土山町（つちやまちょう）は兵庫県神戸市灘区の町名。丁番を持たない単独町名である。住居表示実施済み。郵便番号657-0022。

## 地理
南は石屋川を隔て高羽町、南東から東は石屋川に近い順から東灘区御影山手・鴨子ケ原・渦森台、西は桜ケ丘町、北は背山の高羽。

## 歴史
灘区東北部、旧徳井村飛び地・字土山と周囲の旧高羽村字地蔵前・申新田を合わせて1956年（昭和31年）に成立した。

### 地名の由来
『神戸の町名』によれば徳井村の飛び地の山「高サ十丈　周囲八町五十間」でここに徳井の墓地があったという。墓をツチクレ、ツチといったことは「延喜式斎宮寮」にも見られるが、ここでは家を建てる際周辺の土（粘土）をとっていたという。

## 人口統計
令和2年国勢調査（2020年10月1日）での世帯数384、人口1,148、うち男性505人、女性643人
。

## 施設
- 親和中学校・親和女子高等学校
- 六甲病院
- 善光寺
- 東明桜ヶ丘霊園